# マルニク・フェルミール
マルニク・ダニー・フェルミール（Marnick Danny Vermijl、1992年1月13日 - ）は、ベルギー・ペーアー出身のプロサッカー選手。MVVマーストリヒト所属。ポジションはDF。

## 経歴

### クラブ
スタンダール・リエージュのアカデミーでプレーを始め、2010-11シーズンにマンチェスター・ユナイテッドFCに移籍。初年度はリザーブチームでプレーし、24試合で2ゴールをマークした。2012年9月のフットボールリーグカップ・ニューカッスル・ユナイテッドFCでトップチームデビュー。しかしリーグ戦での出場は叶わず、レンタルを経て2015-16シーズン冬の移籍ウインドーでシェフィールド・ウェンズデイFCに放出された。
2016年8月、レンタルで加入していたプレストン・ノースエンドFCに完全移籍することが発表された。

### 代表
ユース年代のベルギー代表歴がある。2011年にはポール＝ジョゼ・ムポク、トルガン・アザールらと共にUEFA U-19欧州選手権2011に参加した。